# Eumecomera obscura
Eumecomera obscura är en skalbaggsart som först beskrevs av Leconte 1854.  Eumecomera obscura ingår i släktet Eumecomera och familjen blombaggar. Inga underarter finns listade i Catalogue of Life.